# Вилхелм Хайнрих фон Бентхайм-Щайнфурт
Вилхелм Хайнрих фон Бентхайм-Щайнфурт (на немски: Wilhelm Heinrich von Bentheim-Steinfurt; * 4 февруари 1584 в Бентхайм; † 6 октомври 1632 в Бургщайнфурт от род Бентхайм-Щайнфурт е граф на Бентхайм-Щайнфурт (1606 – 1632) и домхер в Страсбург.
Той е четвъртият син на граф Арнолд II фон Бентхайм-Текленбург (1554 – 1606) и графиня Магдалена фон Нойенар-Алпен (1550 – 1626). 
Вилхелм Хайнрих следва в университета в Страсбург и през 1603 г. издава там произведението Methodico dispositio. На 20 години той става домхер в тамошната катедрала. Братята поделят собствеността 1609 г. и той получава Бургщайнфурт. През 1623 г. получава от наследството на майка му наследствения фогтай Кьолн заедно с брат му Арнолд Йост и племенниците му Мориц и Фридрих Лудвиг. 
Вилхелм Хайнрих се жени на 2 ноември 1617 г. в Десау за принцеса Анна Елизабет фон Анхалт-Десау (* 5 април 1598 в Десау; † 20 април 1660 в Текленбург), дъщеря на княз Йохан Георг I от Анхалт-Десау и втората му съпруга Доротея фон Пфалц-Зимерн. Двамата имат един син, който умира като дете.
По случай сватбата му той е приет чрез княз Лудвиг I фон Анхалт-Кьотен в литературното общество „Fruchtbringende Gesellschaft“.
Със смъртта му на 6 октомври 1632 г. на 48 години Щайнфуртската странична линия изчезва.

## Произведения
- Methodico dispositio. s.n., Straßburg 1603